# 1478 Vihuri
Az 1478 Vihuri (ideiglenes jelöléssel 1938 CF) a Naprendszer kisbolygóövében található aszteroida. Yrjö Väisälä fedezte fel 1938. február 6-án, Turkuban.